# Daniel Leonard Kinmanson
Daniel Leonard Kinmanson, född 24 juli 1779 i Röks församling, Östergötlands län, död 16 januari 1853 i Stora Åby församling, Östergötlands län, var en svensk präst i Slaka församling och Stora Åby församling.

## Biografi
Daniel Leonard Kinmanson föddes 24 juli 1779 i Röks församling. Han var son till kontraktsprosten Leonhard Kinman och Gertrud Helena Berzelius. Kinmanson blev 1797 student vid Uppsala universitet, Uppsala. Han blev 1804 filosofie kandidat och 1806filosofie magister. Kinmanson blev 23 april 1808 apologist i Linköping, 7 oktober 1812 kollega därstädes, 7 juli 1813 konrektor därstädes och 20 december 1815 rektor därstädes. Han prästvigdes 7 maj 1820 och blev 26 mars 1825 lektor. Kinmanson blev 1827 och 1833 gymnasierektor. Han blev 16 september 1835 kyrkoherde i Slaka församling och 25 november 1835 kyrkoherde i Stora Åby församling, tillträdde 1837. Den 14 juni 1837 blev han kontraktsprost i Lysings kontrakt och 1837 ledamot av Vasaorden. Kinmanson avled 16 januari 1853 i Stora Åby församling.

### Familj
Kinmanson gifte sig 24 juli 1810 med Hedvig Catharina Jungqvist (1784–1853). Hon var dotter till fabrikören Karl Jungqvist och Hedvig Johanna Lavén. De fick tillsammans barnen Carl Leonard Kinmanson (1811–1871) och Daniel Jakob Natan (1817–1847).